# Laposhasú acsa
A laposhasú acsa vagy közönséges acsa (Libellula depressa) a rovarok (Insecta) osztályában a szitakötők (Odonata) rendjében és a laposhasú acsafélék családjának névadó faja. Nagy elterjedési területén többnyire gyakori vagy közönséges.

## Előfordulása
Európában és Elő-Ázsiában honos faj, Magyarországon is elterjedt. Síkvidéki állóvizekben, csatornákban, vizesárkokban él; 1000 m-es magasság fölé nem megy.

## Megjelenése
Kifejletten hossza 40–45 mm; a szárny fesztávolsága eléri a 8 cm-t. Potroha feltűnően széles – a hímé kék, a nőstényé olajbarna. Szárnyai átlátszóak, mindkét szárny tövén barnásfekete, háromszög alakú folttal.

## Életmódja
Gyakori a kisebb tavak, pocsolyák környékén, de a víztől távol is megjelenik. Lesből vadászik: többnyire vízinövények száráról lesi a rovarokat. Kiszemelt áldozatát lábaival ragadja meg, és rendszerint nyomban, még a levegőben el is fogyasztja. A nőstény a petéit repülés közben ejti a vízbe, a hím eközben nem kíséri. Lárvái a többi szitakötőéhez hasonlóan ragadozók. Két év alatt fejlődnek ki úgy, hogy mindkét évben áttelelnek. Új élőhelyeken, például kerti tavaknál gyakran ez a szitakötőfaj telepszik meg elsőként.

## Szaporodása
Átváltozással szaporodik (mint minden szitakötő). Lárvája széles, lapos, rövid potrohú. Májustól augusztus elejéig repül, a leghamarabb feltűnő szitakötők egyike. A kikelés után pár nappal már ivarérett. Mindig a levegőben párzik; az aktus néhány másodperctől egy percig tarthat, majd a pár szétválik. Peterakás közben a hím a nőstény fölött lebeg, és elűzi a többi hímet. Ezután a nőstény hamarosan újra párzik. A nőstények a peték lerakása közben is elbarangolnak, és így sok alkalmas élőhelyet „oltanak be”. Az ivadékok efféle szétszórásának eredményeként a kis lárvák kevésbé versengenek a táplálékért, mint amikor valamennyien együtt vadásznak egy tócsában. Ha a tócsa kiszárad, akkor a lárva beássa magát a puha iszapba, és ott nyugalmi állapotba kerül; ebben az állapotban akár hat hétig is életben maradhat.

## Videóban
- Laposhasú acsa átváltozásáról videó